# Primos
Pour plus de détails, voir Fiche technique et Distribution.
Primos est un film espagnol réalisé par Daniel Sánchez Arévalo, sorti en 2011.

## Synopsis
Trois cousins reviennent dans le village où ils passaient leurs vacances ensemble.

## Fiche technique
- Titre : Primos
- Réalisation : Daniel Sánchez Arévalo
- Scénario : Daniel Sánchez Arévalo
- Musique : Julio de la Rosa
- Photographie : Juan Carlos Gómez
- Montage : David Pinillos
- Production : Fernando Bovaira
- Société de production : Mod Producciones, AXN, Atípica Films, Audiovisual Aval SGR, Canal+ España et Televisión Española
- Pays :  Espagne
- Genre : Comédie dramatique
- Durée : 98 minutes
- Dates de sortie : 
  -  Espagne : 4 février 2011

## Distribution
- Quim Gutiérrez : Diego
- Inma Cuesta : Martina
- Raúl Arévalo : Julián
- Antonio de la Torre : Bachi
- Adrián Lastra : José Miguel
- Clara Lago : Clara
- Núria Gago : Yolanda
- Alicia Rubio : Toña
- Marcos Ruiz : Dani

## Distinctions
Le film a été nommé pour deux prix Goya.